# Missy-sur-Aisne
Missy-sur-Aisne é uma comuna francesa na região administrativa de Altos da França, no departamento de Aisne. Estende-se por uma área de 3,25 km². Em 2010 a comuna tinha 642 habitantes (densidade: 197,5 hab./km²).